# Elk Mound (Wisconsin)
Elk Mound es una villa ubicada en el condado de Dunn en el estado estadounidense de Wisconsin. En el Censo de 2010 tenía una población de 878 habitantes y una densidad poblacional de 147,97 personas por km².

## Geografía
Elk Mound se encuentra ubicada en las coordenadas 44°52′20″N 91°40′40″O / 44.87222, -91.67778. Según la Oficina del Censo de los Estados Unidos, Elk Mound tiene una superficie total de 5.93 km², de la cual 5.93 km² corresponden a tierra firme y (0.04%) 0 km² es agua.

## Demografía
Según el censo de 2010, había 878 personas residiendo en Elk Mound. La densidad de población era de 147,97 hab./km². De los 878 habitantes, Elk Mound estaba compuesto por el 90.77% blancos, el 0.57% eran afroamericanos, el 0.68% eran amerindios, el 5.01% eran asiáticos, el 0% eran isleños del Pacífico, el 0.46% eran de otras razas y el 2.51% pertenecían a dos o más razas. Del total de la población el 2.51% eran hispanos o latinos de cualquier raza.